# Safe Haven
Safe Haven (bra: Um Porto Seguro; prt: Um Refúgio para a Vida) é um filme estadunidense de 2013, dos gêneros suspense e drama romântico, dirigido por Lasse Hallström, com roteiro de Leslie Bohem e Dana Stevens baseado no romance Safe Haven, de Nicholas Sparks.
Estrelado por Cobie Smulders, Josh Duhamel e Julianne Hough, foi lançado em 14 de fevereiro de 2013 nos Estados Unidos.

## Sinopse
Recém-chegada a uma pequena cidade na Carolina do Norte, Katie tenta fugir do seu passado. Ao conhecer um viúvo, por quem se apaixona, sente que não pode mais deixar de enfrentar seus fantasmas, e para isso só o amor poderá ajudá-la.

## Elenco
- Julianne Hough como Katie Feldman[7]
- Josh Duhamel como Alex Wheatley
- Cobie Smulders como Jo[8]
- David Lyons como Kevin Tierney[9]
- Cullen Moss como delegado Bass
- Mike Pniewski como tte. Robinson
- Ric Reitz como xerife Mulligan
- Mimi Kirkland como Lexi
- Noah Lomax como Josh
- Juan Carlos Piedrahita como detetive Ramirez

## Produção
As filmagens tiveram início em 18 de junho de 2012 em Wilmington e Southport (Carolina do Norte).

## Recepção
No site agregador de críticas Rotten Tomatoes, 12% das 140 resenhas dos críticos são positivas. O consenso diz: "Adocicado, previsível e melodramático (...) também sofre de uma reviravolta na história ridícula, para fazer uma adaptação de Nicholas Sparks particularmente vergonhosa".

## Prêmios
| Ano  | Prêmio             | Categoria                                          | Recebeu       | Resultado | Ref.   |
| ---- | ------------------ | -------------------------------------------------- | ------------- | --------- | ------ |
| 2014 | Young Artist Award | Melhor Atriz Coadjuvante nova em um Longa-Metragem | Mimi Kirkland | Indicado  | [ 12 ] |

## Home media
Safe Haven foi lançado em DVD e Blu-ray em 7 de maio de 2013.